# 恶魔的艺术 (电视剧)
《恶魔的艺术》（羅馬化：Long Khong）由五星制作有限公司制作发行，改编自著名的同名电影系列，由缇恰·翁迪普卡侬（Ticha）领衔主演，彭萨帕特·坎卡姆（Fluke）、诺帕努·甘塔柴（Boun）、瓦鲁特·查瓦力朱吉翁（Prem）、王敏成（Kaownah）、陈瑞书（Mark）、郑乃馨（NeNe）等人主演的泰国校园惊悚剧。剧情主要讲述一个成功复活的女孩对伤害她的人展开报复，与啦啦队的仇恨导致的杀戮战争。2020年7月12日每周日晚10时48分通过泰国第3电视台播出，后由Netflix引进。

## 演员阵容
- 缇恰·翁迪普卡侬 饰演 Praewa，美术与应用艺术学院二年级。长相普通的少年，有意成为啦啦队长，但只成为啦啦队端茶送水的打杂。无论她多么努力，都经常被他人取笑[2]。
- 彭萨帕特·坎卡姆 饰演 Brave，工程学院二年级，花花公子[2]。
- 诺帕努·甘塔柴 饰演 Kin，经济学院二年级，一个聪明开朗的年轻人[2]。
- 瓦鲁特·查瓦力朱吉翁 饰演 Nat，政治学院二年级，UB队的英俊青年，Brave的好友。喜欢跳舞、观看流行剪辑[2]。
- 王敏成 饰演 Min
- 陈瑞书 饰演 Dan，传艺学院二年级，一个很多人都梦想的少年，温柔善良又可靠[2]。
- 郑乃馨 饰演 Aya，传播艺术学院二年级，一个既漂亮又擅长跳舞的当红明星，是很多人的偶像，非常自信。爱朋友但也是霸道的人[2]。
- 娜露潘格慕·柴辛 饰演 Phing，建筑学院二年级，坚强的女孩，Aya的好朋友。从小就有成为啦啦队长的梦想[2]。
- 飘瓦琳·可西里薇拉浓  饰演 Lilin，传播艺术学院二年级，甜美善良、热爱朋友的啦啦队长[2]。

## 制作
该剧导演普提蓬·赛斯里考（Tum）之所以会选择重新翻拍旧作是因为他认为迷信往往是永远不会从日常生活中消失的题材，无论什么时代、世界转得多么快，迷信依然存在，而且越来越魔幻。他也认为，迷信仍然存在于泰国人身上，无论他们是省内人还是城里人。